# Warriors: Legends of Troy
Warriors: Legends of Troy, egy videójáték PlayStation 3 és Xbox 360 konzolokra. A játékot fejlesztette Koei Canada és kiadta a Koei. The cím a Dynasty Warriors széria része de nagymértékű grafikus erőszakot és vért tartalmaz ezért az első a szériában ami M jelzést kapott az ESRBtől. A játékot eredetileg 2010 negyedik üzleti negyedévében akarták kiadni, de eltolták 2011 első üzleti negyedévére a Koei Tokyo Game Show 2010 miatt.
2011. február 25-én, az Xbox logó eltűnt az észak-amerikai weboldalról, itt Playstation 3 exkluzív a játék. Japánban és Európában a játék megjelent Xbox360-ra a PlayStation 3 verzió mellett.

## Történet
A játék a trójai háború tíz évében játszódik természetfeletti elemek mellett, a görög istenek szereplésével. A játék alapjai az  Iliasz körül vannak lefektetve.

## Fejlesztés
A játékfejlesztők archeológiai expedíciókat szerveztek Törökország és Görögország területeire, ezért a helyek a játékban úgy néznek ki, mint a valós terepviszonyok ott ahol Trója létezhetett. A játékos tudja játszani a Görögök és a Trójaiak oldaláról a háborút, különböző perspektívákból.